# Matarim
Matarim (arab. معترم) – wieś w Syrii, w muhafazie Idlib. W 2004 roku liczyła 2351 mieszkańców.